# Делопроизводитель

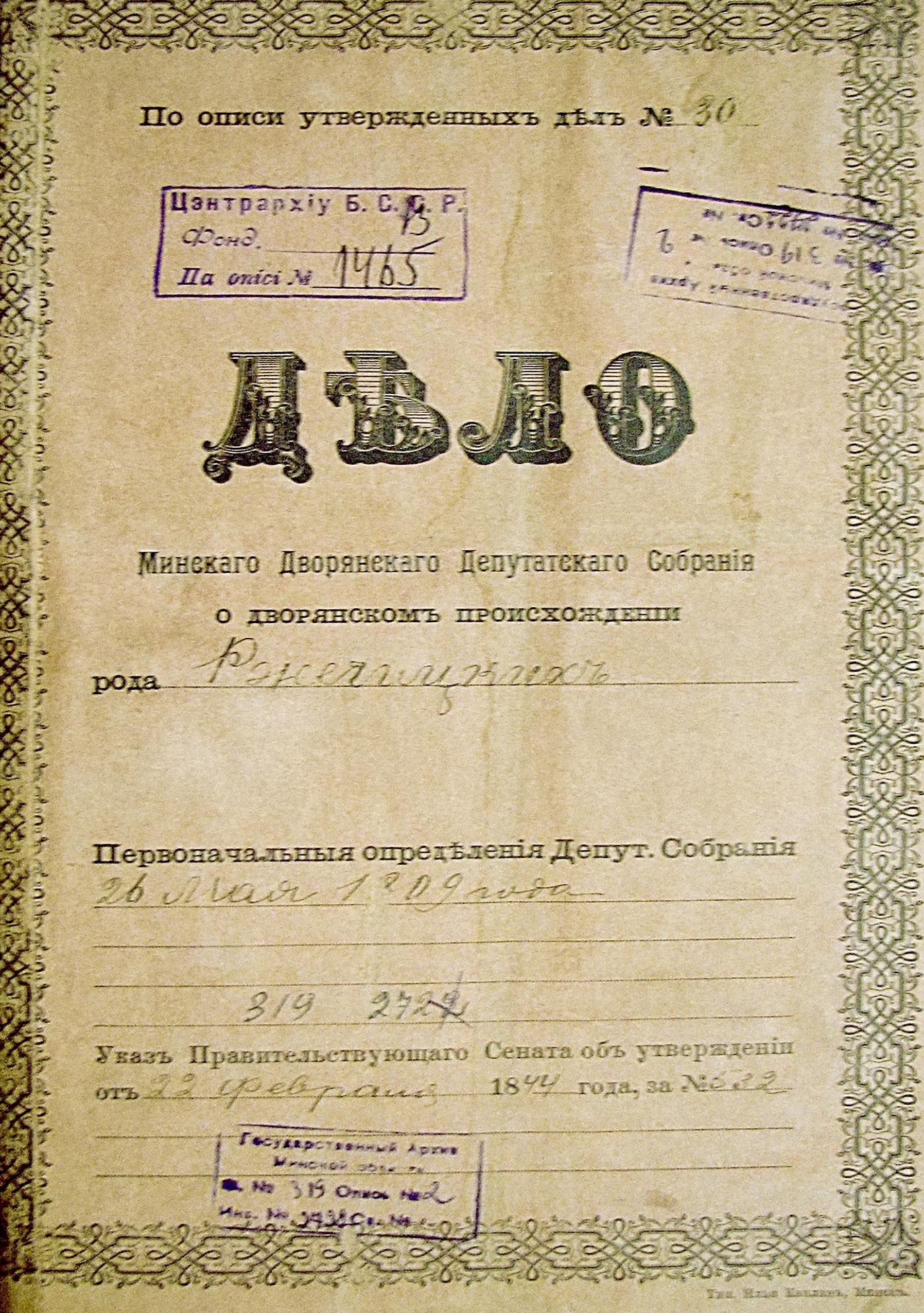
Делопроизводитель работает с «делами»

Делопроизводитель, ранее Письмоводитель — служащий, ответственный за ведение документооборота организации — делопроизводство (независимо от форм собственности), заключающегося в регистрации и учёте входящей и исходящей корреспонденции, а также иной внутренней документации.

## Описание
Должность делопроизводителя имелась во всех подразделениях установлений Российской империи. В настоящее время делопроизводитель наиболее часто является работником структурного подразделения канцелярии или административно-хозяйственного обеспечения и осуществляет делопроизводство в соответствии с требованиями действующего законодательства и внутренних регламентирующих документов организации. В небольших организациях должности делопроизводителя и секретаря, как правило, совмещены в одном лице. В крупных организациях делопроизводителями работают специалисты, имеющие специальное образование.